# Tramway d'Hendaye
Le tramway d'Hendaye est une ligne de tramway électrique qui a fonctionné dans la ville d'Hendaye (Pyrénées-Atlantiques) entre 1906 et 1937.

## Historique
Le tramway est concédé par décret du 16 avril 1913, à l'architecte et promoteur local Henry Martinet (1867 - 1936), également créateur de la foncière de Hendaye et du Sud-Ouest et fondateur de Hendaye-plage. Ce décret semble avoir régularisé une situation de fait puisque la ligne existait depuis 1908. Conformément à la réglementation, Henry Martinet crée la Société des tramways d'Hendaye pour construire et exploiter la ligne.
En 1924, à la suite d'une convention établie le 29 février, l'exploitation est assurée par les Voies Ferrées Départementales du Midi qui intègrent le réseau de tramway à la ligne Biarritz-Hendaye de leur réseau basque.
Bien que la concession aurait dû expirer le 31 décembre 1969, la ligne ferme le 30 décembre 1936 et son service est désormais assuré par des autobus.
Un décret du 23 août 1952 viendra approuver la convention de résiliation de la concession des tramways urbains d'Hendaye passée les 14-17 mars 1952, entre le maire de la ville d'Hendaye et la Société des voies ferrées départementales du Midi.

## Infrastructure
Entre 1906 et 1908 le tramway est construit à voie de 60 cm exploité en traction animale et traction à vapeur. En 1908 la ligne est convertie à l'écartement métrique et électrifiée à la tension de 500 volts.

### La ligne
La ligne, longue de 3,26 km, avait son origine Gare de Hendaye, empruntait l'avenue de la Gare, la Place de la République la rue du Port pour atteindre Hendaye-Ville, poursuivait par le boulevard de la Plage, desservait le Casino d'Hendaye, puis arrivait à son terminus par le boulevard de la Mer,.
Elle était à voie unique, avec des évitements permettant les croisements à la gare, à Balcenia, au Casino et à la Plage. La ligne interurbaine vers Biarritz ouverte en 1924 utilisait la même voie, sauf à Hendaye-Ville, qu'elle contournait par une voie située à l'ouest, près de la Bidassoa.

### Dépôt
Avant son intégration dans le réseau basque, le dépôt était situé à Ondaraïtz, entre Hendaye-Ville et Hendaye-Plage

### Installations électriques
En 1928, le courant électrique était fourni sous 400 V et 500 V continu par la Société de San Sebastian espagnole.

## Matériel roulant
1906 - 1908
À l'époque de la première exploitation en voie de 60 cm, des locomotives Decauville tractaient deux remorques ouvertes. Une automotrice à essence était également utilisée, ainsi qu'un renfort occasionnel était assuré par une voiture à chevaux.
Exploitation électrique

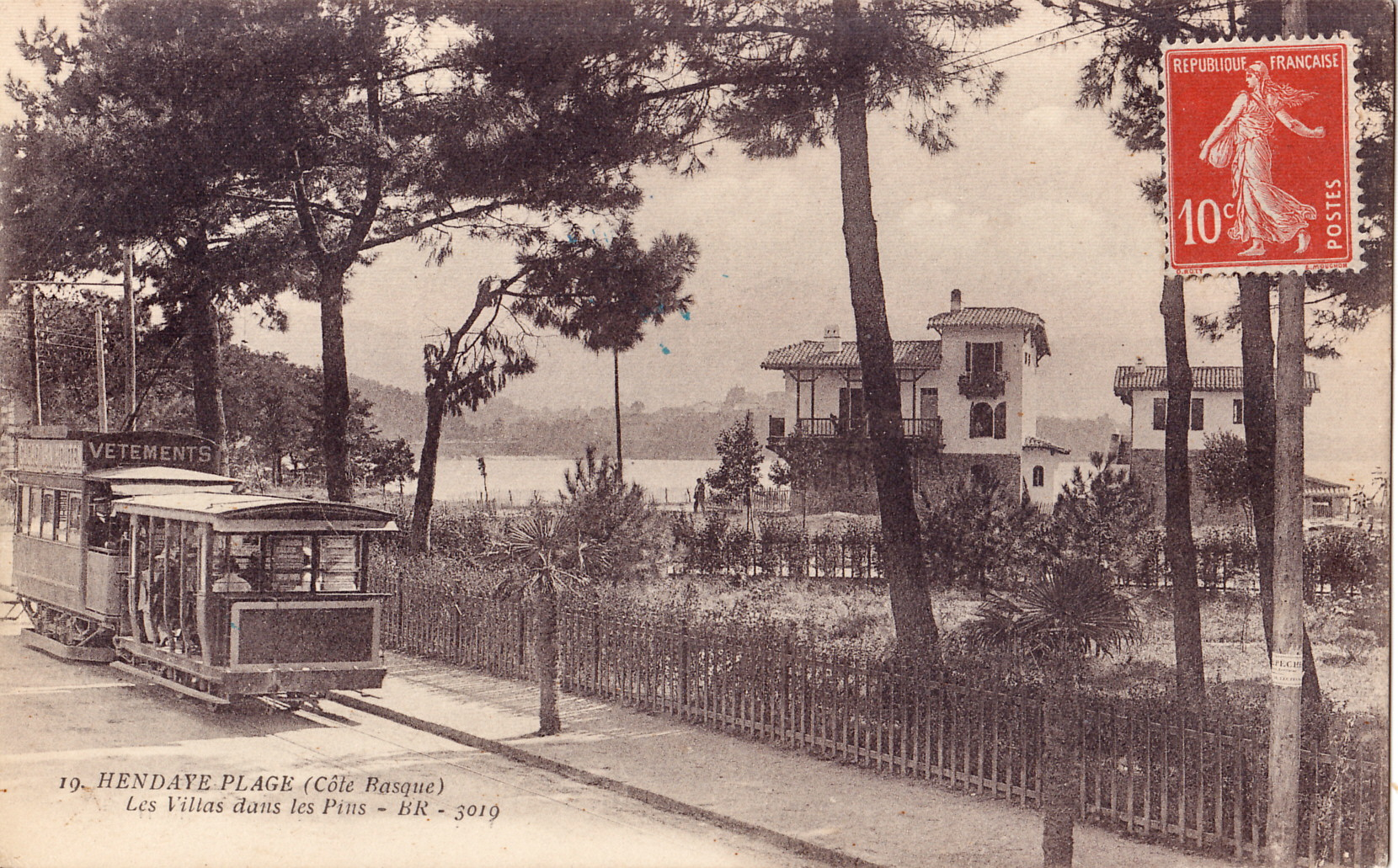
Motrice et remorque ouverte à Hendaye-Plage

Après l'électrification et la transformation en voie métrique, la compagnie se dote de trois motrices à deux essieux, une motrice à plates-formes fermée et trois remorques ouvertes.
- no 1 à 3: motrices à deux essieux livrées en 1908
- no 14: motrice à deux essieux livrée en 1920
- remorques ouvertes type "baladeuse": 4 unités

La ligne était alors particulièrement fréquentée en période estivale, il était nécessaire de mettre en place de rames constituées d'une motrice attelée à une remorque.
En 1928, le matériel roulant était constitué de 4 motrice électriques à deux moteurs de 27 CV et quatre remorques de 30 places.